# Tadarida russata
Tadarida russata — вид кажанів родини молосових.

## Середовище проживання
Цей маловідомий африканських видів тільки був записаний з п'яти віддалених населених пунктів, що знаходяться в таких країнах: Камерун, Демократична Республіка Конго, Кот-д'Івуар, Гана, Кенія.

## Стиль життя
Вид вважається досить рідкісним, що живе в невеликих колоніях. Як правило, вважається, пов'язаний з тропічними лісами, з сідалами влаштованими на деревах.